# Форпост-Каргатский сельсовет
Форпост-Каргатский сельсовет — сельское поселение в Каргатском районе Новосибирской области Российской Федерации.
Административный центр — село Форпост-Каргат.

## История
Статус и границы сельского поселения установлены Законом Новосибирской области от 2 июня 2004 года № 200-ОЗ «О статусе и границах муниципальных образований Новосибирской области».

## Население
| 2002 | 2010 | 2012 | 2013 | 2014 | 2015 | 2016 |
| ---- | ---- | ---- | ---- | ---- | ---- | ---- |
| 590  | ↘416 | ↘385 | ↘364 | ↘351 | ↘339 | ↘324 |
| 2017 | 2018 | 2019 | 2020 | 2021 |      |      |
| ↘312 | ↘299 | ↘283 | ↘277 | ↘260 |      |      |

## Состав сельского поселения
| № | Населённый пункт | Тип населённого пункта       | Население |
| - | ---------------- | ---------------------------- | --------- |
| 1 | Теренино         | посёлок                      | ↘104      |
| 2 | Форпост-Каргат   | село, административный центр | ↘287      |
| 3 | Шибаки           | посёлок                      | ↘25       |